# Serafino Cretoni

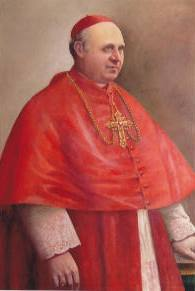
Serafino Kardinal Cretoni

Kardinalswappen

Serafino Kardinal Cretoni (* 4. September 1833 in Soriano nel Cimino; † 3. Februar 1909 in Rom) war ein italienischer römisch-katholischer Geistlicher und Kurienkardinal.

## Leben
Cretoni studierte am Päpstlichen Athenaeum San Apollinare, wo er den Doktortitel Doctor theologiae erhielt. Er lernte und sprach fließend Englisch, Französisch, Griechisch und Spanisch. Nach der Priesterweihe 1857 lehrte er Philosophie am Collegio Urbano de Propaganda Fide. Er diente auch als Vize-Substitut des vatikanischen Staatssekretariates und als Sekretär der Kommission für die orientalischen Angelegenheiten während des Ersten Vatikanischen Konzils (1869–1870).
Er war Kanoniker der Basiliken Santa Maria Maggiore und St. Peter im Vatikan und später Archivar der Congregatio de Propaganda Fide. Papst Pius IX. entsandte ihn im Jahre 1877 nach Venedig, um am Ordenskapitel der armenischen Mechitaristen teilzunehmen. Der Papst erhob ihn am 21. Mai 1878 in den Rang eines Hausprälaten Seiner Heiligkeit und machte ihn am 19. September 1879 zum Unterstaatssekretär. Cretoni wurde am 16. November 1880 Sekretär der Congregatio de Propaganda Fide in der Abteilung der orientalischen Riten und am 20. März 1889 Assessor der Kongregation der römischen und allgemeinen Inquisition.
Am 16. Januar 1893 wurde er zum Titularerzbischof von Damascus und am 9. Mai des gleichen Jahres zum Apostolischen Nuntius in Spanien ernannt. Die Bischofsweihe spendete ihm der Kardinalpräfekt der Kongregation für Zeremonien, Raffaele Kardinal Monaco La Valletta, am 5. Februar desselben Jahres; Mitkonsekratoren waren die Kurienerzbischöfe Vincenzo Leone Sallua OP und Tancredo Fausti. Papst Leo XIII. nahm ihn am 22. Juni 1896 als Kardinalpriester in das Kardinalskollegium auf, und er erhielt am 3. Dezember des gleichen Jahres die Titelkirche Santa Maria sopra Minerva. Im Oktober 1900 wurde er der letzte Präfekt der 1908 aufgehobenen Kongregation für Ablässe und die heiligen Reliquien. Er nahm am Konklave 1903 teil, das Papst Pius X. wählte. Von 1903 bis zu seinem Tode war er Präfekt der Heiligen Ritenkongregation.
Nach dem Tod an einer Lungenentzündung und der Aufbahrung in der Kirche San Carlo ai Catinari wurde er auf dem Friedhof Campo Verano beigesetzt.